# 예항 측정의

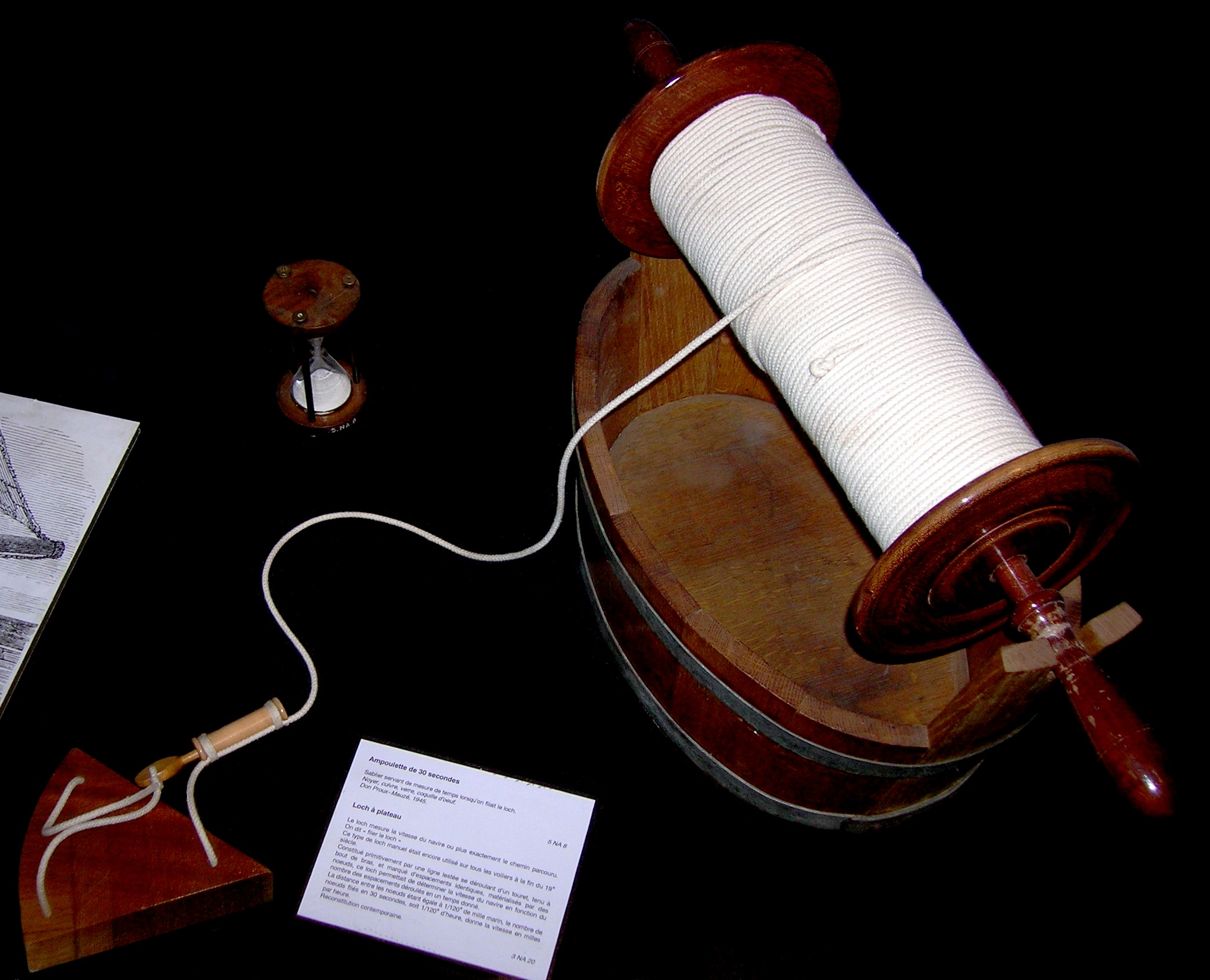
파리 해양박물관의 예항측정의

예항 측정의(曳航測程儀, log chip, chip log)는 물에 예인되는 물체와 밧줄로 구성된 간단한 속도측정 기구다. 예인되는 물체는 보통 부채꼴 모양 나무판을 사용하며 부채꼴의 호(弧)가 아래로 갈 수 있도록 납을 박은 것도 있다. 밧줄에는 속력을 파악하기 위해 매듭(knot)을 만드는데, 이것을 유래로 오늘날 속력의 단위인 노트(knot)가 탄생했다. 예항 측정의는 과학기술 발달로 거의 사용하지 않는다.